# Nina (filme)
Nina é um filme brasileiro de 2004, dos gêneros suspense e drama, dirigido por Heitor Dhalia.

## Sinopse
Ambientado na cidade de São Paulo contemporânea, o filme narra a história de Nina, jovem pobre que procura atabalhoadamente um meio de sobrevivência na sociedade desumana, mas só esbarra em adversidades.
Mora num quarto alugado por Eulália, velha decrépita que lembra a personagem usurária morta por Raskólnikov em Crime e Castigo, de Fiodór Dostoiévski.
A senhoria torna a vida de Nina um inferno ao violar sua correspondência, confisca-lhe dinheiro enviado pela mãe, trancar a geladeira a cadeado para impedir-lhe o acesso aos alimentos, cada um com a etiqueta "Eulália" - símbolo do poder de compra e do direito ao consumo e à humilhação do semelhante.

## Elenco
- Guta Stresser.... Nina
- Myriam Muniz.... dona Eulália
- Sabrina Greve.... Sofia
- Luíza Mariani.... Alice
- Juliana Galdino.... Ana
- Milhem Cortaz.... Carlão
- Guilherme Weber.... Arthur
- Abrahão Farc.... velho
- Wagner Moura.... cego
- Selton Mello.... namorado de Ana
- Renata Sorrah.... prostituta
- Lázaro Ramos.... pintor
- Matheus Nachtergaele.... pintor
- Anderson Faganello
- Ailton Graça
- Walter Portela
- Eduardo Semerjian
- Nivaldo Todaro

## Prêmios e indicações

### Prêmios
Prêmio Guarani
- Melhor Atriz: Guta Stresser (2004)
- Melhor Atriz Coadjuvante: Myriam Muniz (2004)
- Melhor Edição: (2004)
- Melhor Fotografia: (2004)

 Festival de Moscou
- Premio da Crítica: (2004)[5]